# ミン

ミン。

ミン（Min）または、メネウ、メヌとは、エジプト神話の神。聖獣は、雄牛と隼。

## 概要
豊穣の神でありファルス（陰茎）を勃起した姿で描かれる。農耕神とも言われる。
身体はミイラで、手には鞭あるいは殻竿を持ち、片手で天を指し、顔は黒か緑色で頭に羽飾りを二つ着ける。この姿から「東方で腕を高く掲げる者」、「打ち据える者」と呼ばれる。
ギリシア人は、パンと同一視した。

## 信仰
主に上エジプトのアクミームで信仰された。他、コプトスなど。
古代エジプトでは、新鮮なレタスを切った時に出てくる乳白色の液が精液を連想させる事から、これが精液の素あるいは、精力剤と考えられた。ここからレタスを供物とされることが多い。ミンの神殿には、レタス畑が作られることもあった。
後に狩猟民や商人の、プタハとも習合したことで鉱山における労働者の守り神となった。
王のミイラの姿で描かれることから男性的な力強さ、子孫繁栄を象徴すると考えられた。オシリス、セト、アメンと習合し、ホルスの父とも捉えられるようになった。